# الزبيدات (الوكاكدة)
الزبيدات هو دُوَّار يقع بجماعة بوكدرة، إقليم آسفي، جهة مراكش آسفي في المملكة المغربية. ينتمي الدوّار لمشيخة الوكاكدة التي تضم 20 دواوير. يقدر عدد سكانه بـ 76 نسمة حسب الإحصاء الرسمي للسكان والسكنى لسنة 2004.

## روابط خارجية
- البوابة الوطنية للجماعات الترابية
- المندوبية السامية للتخطيط